# Chamaepus
Chamaepus là một chi thực vật có hoa trong họ Cúc (Asteraceae).

## Loài
Chi Chamaepus gồm các loài: